# Arvin Chen
Arvin Chen est un réalisateur taïwano-américain né le 26 novembre 1978 à Boston. Il est notamment connu pour son film Au revoir Taipei, une comédie romantique produite par le réalisateur allemand Wim Wenders et qui a remporté le prix du meilleur film asiatique au Festival du film de Berlin en 2010.

## Biographie
Chen naît à Boston, de parents taïwanais immigrés, et grandit à Foster City dans la Baie de San Francisco. Après des études d’architecture à l’Université de Berkeley, il effectue en 2001 un stage de cinéma à Taipei sous la direction du réalisateur Edward Yang. À la suite de cette expérience, il s’inscrit à l'université du Sud de la Californie pour y suivre une formation en réalisation. Il y obtient une maîtrise en production cinématographique en 2006. Son travail de fin d’études, un court métrage intitulé Mei (美), lui vaut de recevoir l’Ours d’argent du court métrage à la Berlinale 2007.

## Œuvre cinématographique
En 2010, son premier long métrage, Au revoir Taipei (一頁台北), produit par Wim Wenders, lui vaut de recevoir le Prix du meilleur film asiatique (NETPAC Award) au Festival du film de Berlin et le Prix du Jury au Festival du film asiatique de Deauville. Cette comédie romantique jouant avec les codes du polar raconte la nuit d’aventures rocambolesques d'un jeune homme qui espère gagner l’argent nécessaire à l’achat d’un billet d’avion pour Paris en s'acquittant d'une commission pour un patron mafieux.
En 2011, Chen réalise un court métrage, LANE 256 (256巷14號5樓之1) pour le collectif 10+10, un film réunissant les contributions de vingt réalisateurs taïwanais, autour du thème "typiquement taïwanais" (台灣特有).
Le second long métrage de fiction de Chen, Will You Still Love Me Tomorrow (明天記得愛上我), sort en 2013. Avec Richie Jen et Mavis Fan dans les rôles principaux, cette comédie romantique traite avec légèreté des thèmes de la famille et de l’homosexualité dans le décor du Taipei contemporain. Au début du film, Weizhong, un homme marié, retrouve par hasard Stephen, un ami gay qui lui rappelle de bons souvenirs de jeunesse, à un moment ou sa femme souhaite un autre enfant. Commence alors une remise en question qui conduit Weizhong à douter de lui-même et de ce qu’il désire vraiment.

## Filmographie

### Longs métrages
- 2010 : Au revoir Taipei (一頁台北)
- 2013 : Will You Still Love Me Tomorrow? (明天記得愛上我)

### Courts métrages
- 2006 : Mei (美)
- 2008 : Set B, dans le collectif EAT
- 2011 : LANE 256 (256巷14號5樓之1) dans le collectif 10+10

## Récompenses
- 2007 : Ours d’argent du meilleur court métrage au Festival du film de Berlin pour Mei.
- 2010 : Prix du meilleur film asiatique (NETPAC Award) au Festival du film de Berlin pour Au revoir Taipei.
- 2010 : Lotus du Jury au Festival du film asiatique de Deauville pour Au revoir Taipei.